# Alfredo de Oro
Alfredo de Oro (Manzanillo, Capitanía General de Cuba, 28 de abril de 1863 - Estados Unidos, 23 de abril de 1948), billarista cubano considerado uno de los 4 mejores jugadores de la historia del deporte. Oriundo del municipio de Manzanillo, en la provincia de Oriente, en la actual Granma.

## Carrera deportiva
Su historia en los campeonatos mundiales de billar inicia en 1885 cuando finalizó empatado en el primer puesto con otros tres jugadores; pero en la definición le falló la puntería y eso le costó el tercer puesto.
Un año después (1886) obtiene por primera vez corona mundial. En 1889 perdió su corona ante Albert G. Powers, la cual recuperó en 1891 para mantenerla durante 18 años consecutivos.
Obtuvo el campeonato mundial de billar en 31 oportunidades, de esos títulos, 18 ocurrieron en forma consecutiva. Ningún otro billarista ha logrado acercarse a esa marca. La revista norteamericana Billiards Digest lo reconoció como el cuarto mejor jugador del mundo en todos los tiempos.
Alfredo de Oro, junto a Ramón Fonst y José Raúl Capablanca constituyen las tres figuras más importantes del mundo deportivo cubano de las primeras décadas del siglo XX. Cuando fueron llamados "la triada de oro", ya que cada uno era el máximo exponente en su deporte.

### Muerte
Se retiró finalmente en 1934 luego de haberse marchado a los Estados Unidos, donde murió en 1948 a la edad de 85 años.

## Honores
Póstumamente fue exaltado al Salón de la Fama del Congreso de Billaristas de América en el año 1967.